# Acer miyabei
Acer miyabei es una especie de arce nativa de Japón, donde se encuentra en la región de Tohoku y Hokkaido en al norte de Honshu.

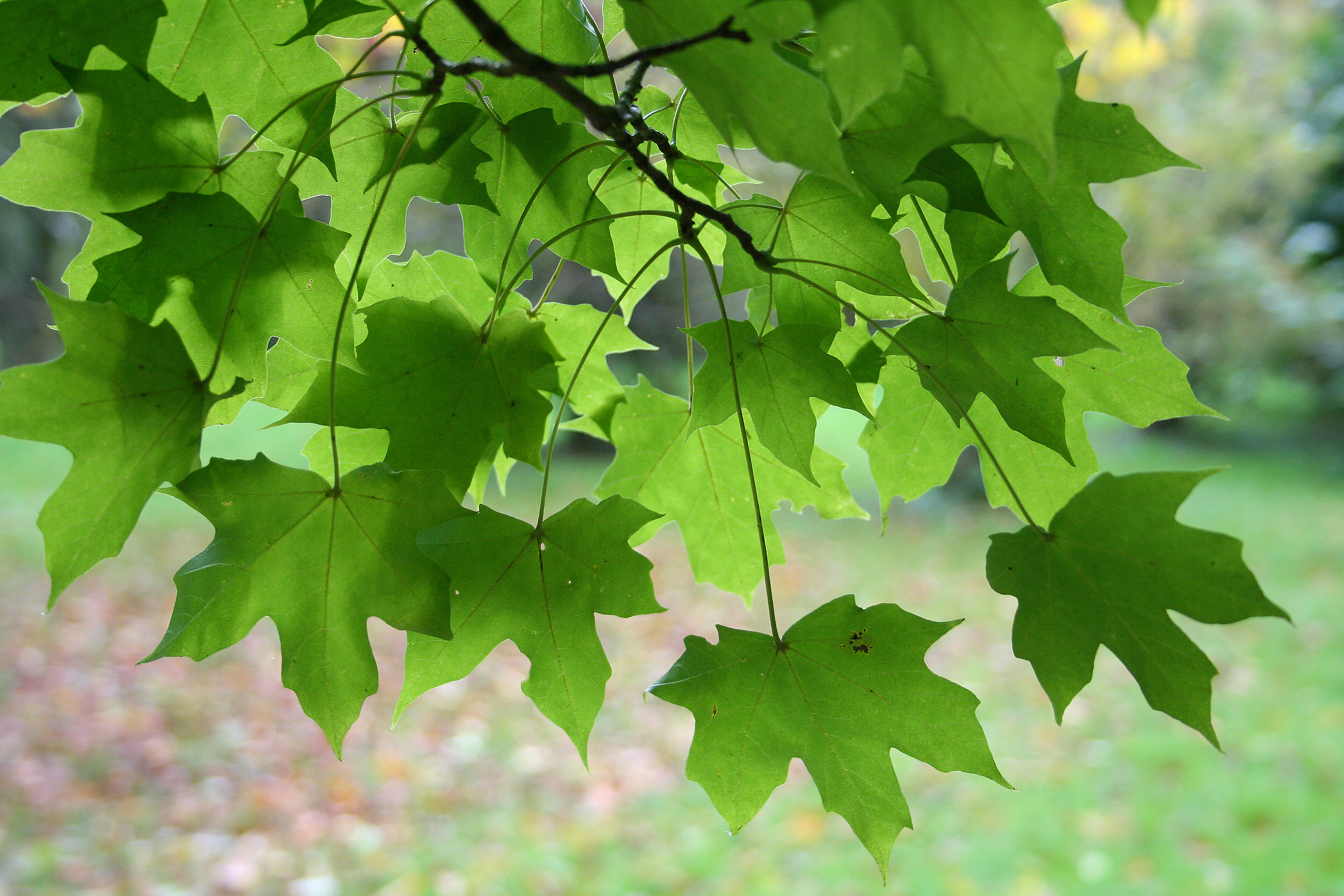
Foliaje

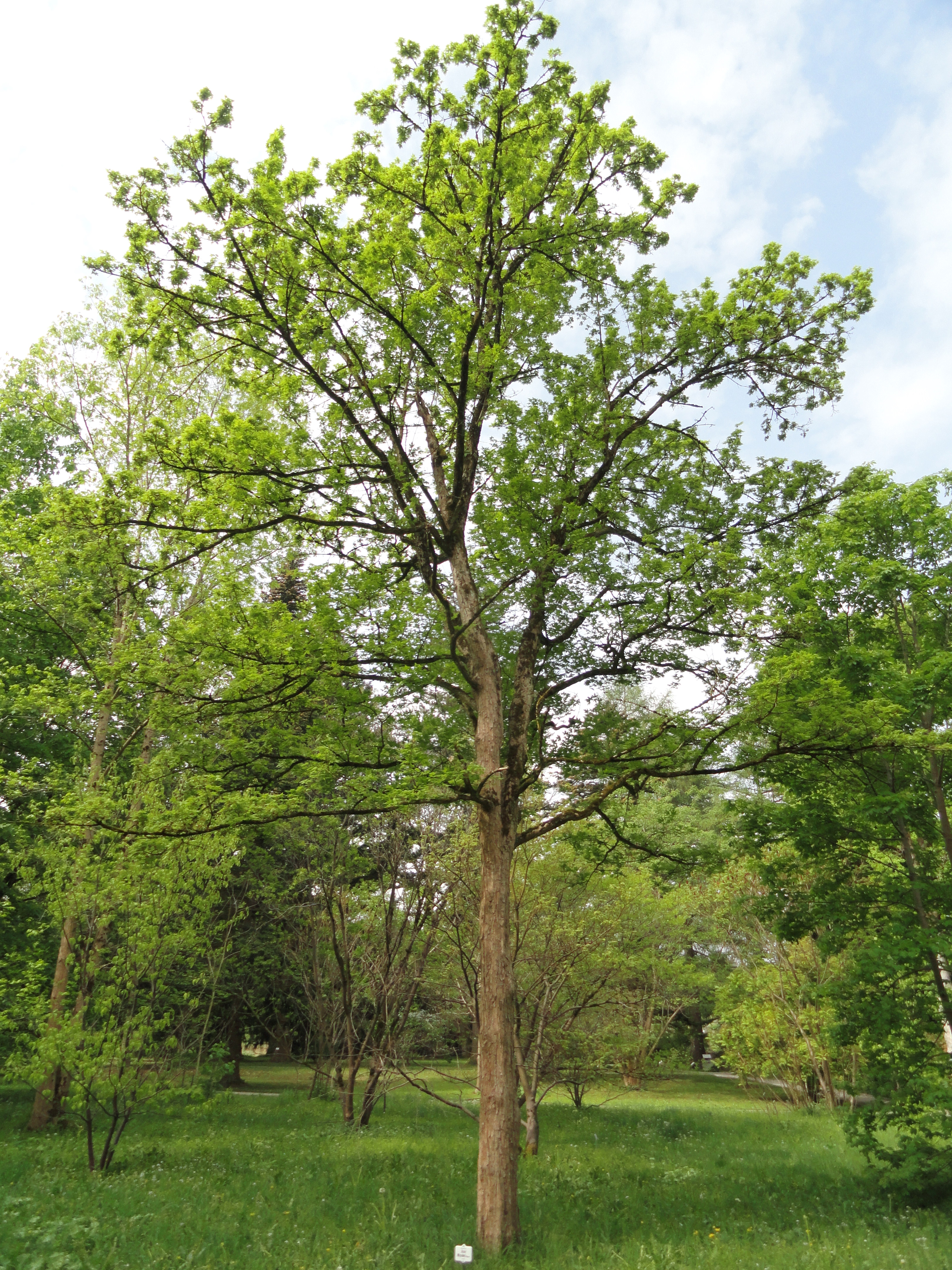
Vista del árbol

## Descripción
Es un árbol es de pequeño a mediano tamaño de hoja caduca con 10 a 20 m de altura en crecimiento, con un diámetro de tronco de 30 a 40 cm, con áspera corteza de gris-marrón. Las hojas son de cinco lóbulos (el par basal de lóbulos por lo general pequeños), de 7 a 20 cm de largo y 12 a 20 cm de ancho, con un pecíolo de 5 a 15 cm de largo, el pecíolo sangra látex blanco si se corta. Las flores se producen en primavera, al mismo tiempo que las hojas cambian de color verde amarillento, en corimbos erectos. El fruto es una sámara con dos semillas aladas alineadas a 180 °, cada semilla es de 8 mm de ancho, planas, con un ala de 2 cm.
Es una especie en peligro de extinción, confinados en lugares dispersos cerca de arroyos y ríos.
Hay dos variedades:
- Acer miyabei var. miyabei. Samaras suaves.
- Acer miyabei var. shibata (Nakai) Hara. Samaras sin pelo.

Está estrechamente relacionada con la Acer miaotaiense de China (algunos autores tratan esto como una subespecie de A. miyabei, como Acer miyabei subesp. miaotaiense (PCTsoong) E. Murray), y a la Acer campestre de Europa.

## Taxonomía
Acer miyabei fue descrita por Carl Johann Maximowicz y publicado en Bulletin de l'Academie Imperiale des Sciences de St-Petersbourg 32: 485. 1888.

### Etimología
Acer: nombre genérico que procede del latín ǎcěr, -ĕris = (afilado), referido a las puntas características de las hojas o a la dureza de la madera que, supuestamente, se utilizaría para fabricar lanzas. Ya citado en, entre otros, Plinio el Viejo, 16, XXVI/XXVII, refiriéndose a unas cuantas especies de Arce.
miyabei: epíteto latíno 

### Sinonimia
- Acer hayatae H.Lév. & Vaniot
- Acer miyabei f. shibatae (Nakai) K.Ogata
- Acer shibatai Nakai[8]